# 太田満保
太田 満保（おおた みつやす、1947年（昭和22年）7月7日 - ）は、日本の政治家。元島根県平田市（現：出雲市）長（4期）。

## 来歴
島根県簸川郡平田町（のち平田市、現：出雲市）出身。京都大学文学部卒。卒業後は帰郷し、家業の金物店に従事する。1987年（昭和62年）、平田市長に当選する。同年、6月10日に就任した。

### 1991年平田市長選挙
前助役との争いを制して再選を果たした。
※当日有権者数：-人 最終投票率：92.12%（前回比：-pts）
| 候補者名 | 年齢 | 所属党派 | 新旧別 | 得票数   | 得票率 | 推薦・支持 |
| -------- | ---- | -------- | ------ | -------- | ------ | ---------- |
| 太田満保 | 43   | 無所属   | 現     | 11,696票 | 55.3%  | -          |
| 福田治夫 | 59   | 無所属   | 新     | 9,449票  | 44.7%  | -          |

市長を4期務める。2003年（平成15年）3月14日、島根県知事選挙に出馬するため、任期を残して辞職する。知事選挙は現職の澄田信義に敗れる。現在はNPO法人の代表を務める。

## 発言
- 市長在任中に「ノーパソコン・デー」を提案したが、「IT革命に逆行する暴挙」として非難された[7]。